# جنگ کریمه
جنگ کِریمه (به ترکی استانبولی: Kırım Savaşı) (به فرانسوی: Guerre de Crimée) به نبردهای اکتبر ۱۸۵۳ تا فوریه ۱۸۵۶ گفته می‌شود که میان امپراتوری روسیه تزاری از یک سو و امپراتوری دوم فرانسه، امپراتوری بریتانیا، پادشاهی ساردنی و امپراتوری عثمانی از سوی دیگر در شبه جزیره کریمه رخ داد.

## تاریخچه

### پیش‌زمینه
شکست امپراتوری اول فرانسه در جریان جنگ‌های ناپلئونی در سال ۱۸۱۴ میلادی و پیروزی امپراتوری روسیه در آن نبردها، روسیه را به یک قدرت بزرگ جهانی تبدیل کرد. از سوی دیگر، وقوع درگیری‌های داخلی و خارجی بین سایر قدرت‌های اروپایی، سبب قدرت گرفتن بیش از پیش امپراتوری روسیه شد. به دنبال این رویدادها، روسیه در اندیشه گسترش نفوذ خود در بالکان برآمد.

### آغاز جنگ
در ژوئیه ۱۸۵۳، روسیه شاهزاده‌نشین‌های مولداوی و والاچیا را در بالکان اشغال کرد که با واکنش نظامی عثمانی روبرو شد. بریتانیا و فرانسه، دیگر قدرتهای کنسرت اروپا، با توسعه‌طلبی روسیه در بالکان و حوزه مدیترانه مخالف بودند و خواستار راه‌حل دیپلماتیک شدند. اما نیکلای یکم تزار روسیه بدون توجه به سیاست‌های بریتانیا و فرانسه نسبت به امپراتوری عثمانی به ناوگان خود دستور داد تا ناوگان دریایی عثمانی را در دریای سیاه نابود کند، سپس ایالت‌های رومانیایی امپراتوری عثمانی را تصرف کرد.
ناپلئون سوم امپراتور فرانسه و دولت ملکه ویکتوریا بریتانیا با عبدالمجید یکم سلطان عثمانی همدردی کرده و در ۲۷ مارس سال ۱۸۵۴ پس از اینکه روسیه درخواست خروج از شاهزاده‌نشین‌های حاشیه رود دانوب را نادیده گرفت به روسیه اعلان جنگ دادند و جنگ کریمه آغاز شد. برای نخستین بار از گذشته‌های بسیار دور بریتانیا و فرانسه و دولت عثمانی در یک جنگ علیه کشور ثالث با یکدیگر متحد شدند و ناوگان دریایی خود را برای کمک به سلطان عثمانی به دریای سیاه اعزام کردند.

### روند جنگ
ناوگان دریایی فرانسه و بریتانیا ابتدا در سواحل رودخانه آلما بر قوای روسیه پیروز شده و سپس شهر سواستوپول که یک قلعه مستحکم نظامی بود را در روز ۲۶ سپتامبر ۱۸۵۴ میلادی محاصره کردند. شهر سواستوپول ۳۴۹ روز (در سال‌های ۱۸۵۴ تا ۱۸۵۵) در برابر محاصره مقاومت کرد، اما سرانجام روس‌ها شکست خوردند و شهر سقوط کرد.
نیروهای فرانسه، بریتانیا و امپراتوری عثمانی، یک سال در شبه‌جزیره کریمه با نیروهای روسیه جنگیدند. سرانجام در سپتامبر ۱۸۵۵ روسیه ناچار شد، از پایگاه دریایی مهم خود در شهر سواستوپل خارج شود. این جنگ که با شکست امپراتوری روسیه خاتمه یافت، سبب شد تا امپراتوری روسیه از ادعاهای ارضی خود بر سرزمین‌های امپراتوری عثمانی دست بردارد.

## پایان نبرد

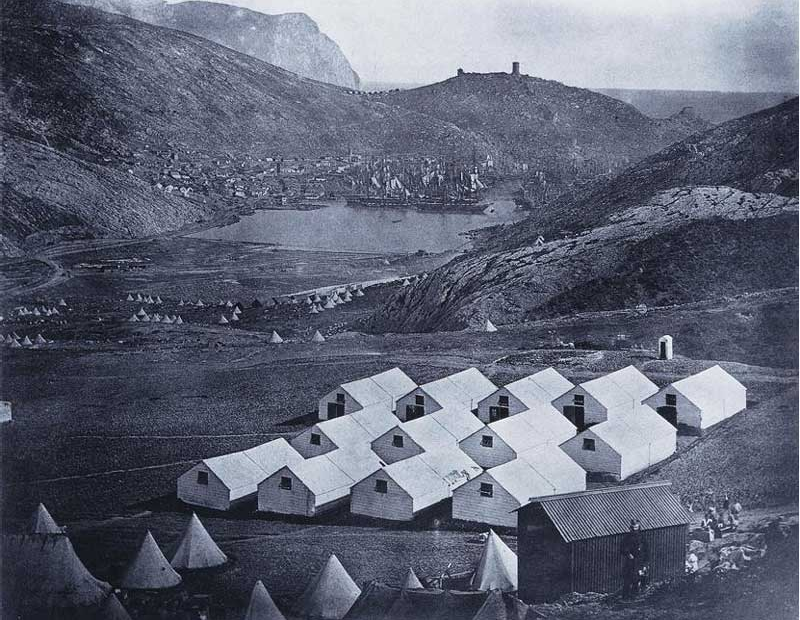
تصویر اردوگاه ارتش بریتانیا در بالاکلاوا در زمان نبرد کریمه. ۱۸۵۵

گفتگوهای صلح در سال ۱۸۵۶ تحت نظر ولیعهد تزار نیکولاس اول یعنی الکساندر دوم از طریق کنگره پاریس آغاز شد. تزار روسیه و سلطان عثمانی توافق کردند که اقدام به تشکیل هیچ‌گونه نیروی دریایی یا زرادخانه نظامی در کناره دریای سیاه نکند. بند مربوط به دریای سیاه شدیداً به زیان روسیه بود زیرا تهدید دریایی روسیه علیه ترک‌ها را به شدت می‌کاست. همچنین تمام قدرت‌های بزرگ پیمان بستند که استقلال و تمامیت ارضی امپراتوری عثمانی را محترم بشمارند.
در مارس ۱۸۵۶ میلادی، طرفین پیمان پاریس را امضاء کردند. روسیه بساربیای جنوبی و دهانه رود دانوب را به عثمانی پس داد. مولداوی، والاچیا و صربستان زیر کنترل بین‌المللی رفتند.

## پس از کریمه
پیمان پاریس تا سال ۱۸۷۱ که فرانسه در درگیری از پروس شکست خورد پابرجا بود. پس از این جنگ با حمایت اتو فون بیسمارک صدر اعظم آلمان، روسیه بند مربوط به دریای سیاه را رد کرد و مجدداً اقدام به تشکیل ناوگان دریای سیاه نمود.
با وجود تضمین تمامیت ارضی امپراتوری عثمانی در پیمان پاریس، روسیه از ناآرامی‌های ملی گرایان در ایالت‌های بالکان که در پی استقلال بودند بهره گرفت و مجدداً در ۲۴ آوریل ۱۸۷۷ به امپراتوری عثمانی اعلان جنگ نمود. در این جنگ بلغارستان، رومانی و صربستان و مونته‌نگرو به استقلال دست یافتند.

## اهمیت
جنگ کریمه به دلیل به‌کارگیری سلاح‌های جدید و فنون جنگی نوین نخستین جنگ مدرن قرن نوزدهم محسوب می‌شد و موجب کشتار فراوانی گردید. (نزدیک به ۲۵ هزار بریتانیایی، ۱۰۰ هزار فرانسوی و در حدود یک میلیون روسی)
اتریش که از مساعدت روسیه برای محکم‌کردن نفوذش در کنفدراسیون آلمان استفاده کرده بود برخلاف بریتانیا و فرانسه به توسعه طلبی روسیه در بالکان واکنشی نشان نداد. این امر پس از شکست روسیه در جنگ کریمه باعث زوال و ضعف بیشتر اتریش شد، که نه تنها دوستی روسیه را از دست داد بلکه احتمال رویارویی دو کشور در بالکان افزایش یافت. به این ترتیب با ضعف اتریش زمینه برای وحدت ایتالیا و وحدت آلمان فراهم شد.
پس از جنگ کریمه و همچنین جنگ فرانسه و اتریش، شکوه و اعتبار سیاسی ناپلئون سوم به عنوان حامی ملت‌های ضعیف اروپا از جمله بالکان و رومانی به اوج خود رسید و به دوستی بریتانیا نیز پشت‌گرم بود. اما از همین زمان به علت برنامه‌های جاه‌طلبانه مقدمات ضعف و سقوطش آماده شد.

## گاهشماری نبردهای مهم
- جنگ سینوپ، ۳۰ نوامبر ۱۸۵۳

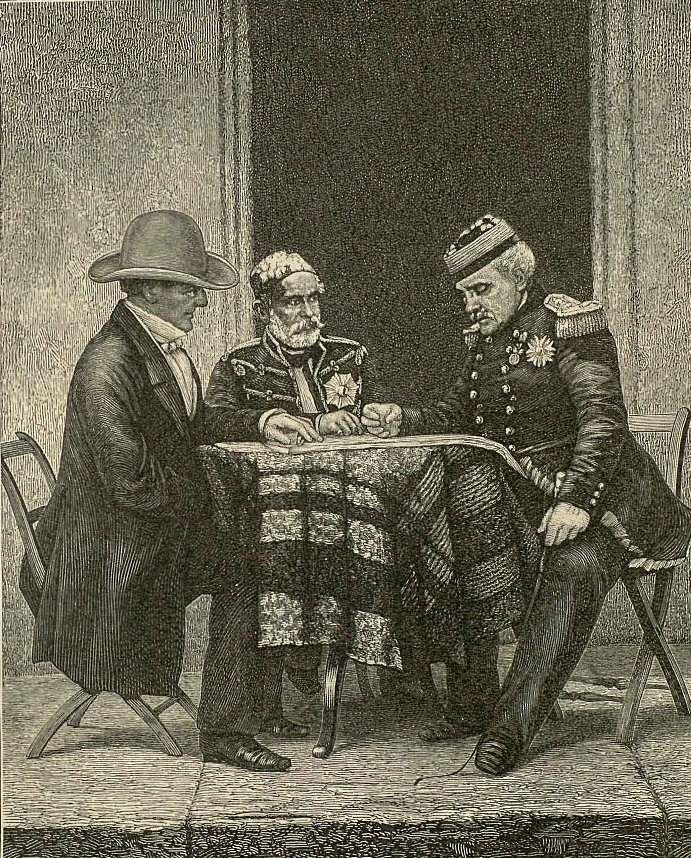
فیتزروی سامرست، عمر پاشا و مارشال پلیسیه

- محاصره سیلیسترا، ۵ آپریل – ۲۵ ژوئن ۱۸۵۴
- اولین جنگ بومارسوند، ۲۱ ژوئن ۱۸۵۴
- دومین جنگ بومارسوند، ۱۵ اوت ۱۸۵۴
- محاصره پتروپاولوفسک، ۳۰–۳۱ اوت ۱۸۵۴، در ساحل اقیانوس آرام
- جنگ آلما، ۲۰ سپتامبر ۱۸۵۴
- محاصره سواستوپول، ۲۵ سپتامبر ۱۸۵۴ تا ۸ سپتامبر ۱۸۵۵
- جنگ بالاکالوا، ۲۵ اکتبر ۱۸۵۴
- جنگ اینکرمان، ۵ نوامبر ۱۸۵۴
- جنگ یفپاتوریا، ۱۷ فوریه ۱۸۵۵
- جنگ چرنایا (یا "جنگ رود سیاه")، ۱۶ اوت ۱۸۵۵
- جنگ کینبورن، ۱۷ اکتبر ۱۸۵۵
- جنگ دریایی در دریای آزوف، می تا نوامبر ۱۸۵۵
- محاصره قارص، ژوئن تا ۲۸ نوامبر ۱۸۵۵

## کتابشناسی
- Badem, Candan (2010). The Ottoman Crimean War (1853–1856). Leiden: Brill. ISBN 978-90-04-18205-9.
- Clodfelter, M. (2017). Warfare and Armed Conflicts: A Statistical Encyclopedia of Casualty and Other Figures, 1492-2015 (4th ed.). Jefferson, North Carolina: McFarland. ISBN 978-0786474707.